# Сапролегниевые
Сапроле́гниевые (лат. Saprolegniales) — порядок оомицетов.

## Морфология и жизненный цикл
Вегетативное тело (таллом) представляет собой многоядерную клетку, целиком превращающуюся в орган полового или бесполого размножения (голокапрический таллом) или мицелий из ветвящихся несептированных гиф (эукарпический таллом).
Органы бесполого размножения — зооспорангии, в которых образуются грушевидные первичные зооспоры с 2 жгутиками на переднем конце. Зооспоры, достигшие зрелости, выходят из зооспорангия, плавают некоторое время в воде (обычно 5—10 минут), затем перестают плавать и образуют покоящуюся цисту: округляются, покрываются оболочкой и теряют жгутики (возможно, втягивают их внутрь). Через несколько часов циста прорастает во вторичную зооспору, обычно почковидной формы с двумя жгутиками сбоку, один из которых короткий, перистый, направлен вперёд, другой более длинный, гладкий, направлен назад. Если в жизненном цикле присутствуют первичные и вторичные зооспоры, их называют диморфными. Вторичные зооспоры активно движутся в направлении подходящего субстрата и, достигнув его, прорастают вегетативной гифой. Зооспоры могут покидать зооспорангий через апикальное отверстие или через разрушающуюся оболочку или прорастают через оболочку, минуя подвижную фазу (цисты и либо вторичные, либо первичные зооспоры у таких видов отсутствуют — их зооспоры называют мономорфными). Вторичные зооспоры могут быть монопланетические или ди- и полипланетические — монопланетические способны только прорастать вегетативным телом, полипланетические могут инцистироваться второй раз, иногда несколько раз. Значение диморфизма и ди- и полипланетизма в жизненном цикле сапролегниевых не выяснено.
При половом размножении (половой процесс — оогамия) образуются оогонии и антеридии. Оогонии округлой формы содержат одну или несколько (до 40) яйцеклеток, на формирование которых идёт всё содержимое оогония. Антеридиальные клетки — отростки гиф различной формы: нитевидной, вздутой или неправильной, иногда ветвящиеся, примыкают к оогонию по одной или по нескольку (до 20). В месте контакта образуются оплодотворяющие трубки, через которые содержимое антеридиев переливается в оогоний. Оплодотворённые яйцеклетки — ооспоры — содержат запас питательных веществ и имеет двухслойную оболочку.

## Экология
Чаще всего являются паразитами рыб и других пресноводных и морских животных, простейших, водорослей и высших растений. На их тканях сапролегниевые пышно развиваются, формируя зооспорангии, оогонии и антеридии. Непаразитические виды — водные и почвенные сапротрофы. Наиболее известны роды сапролегния (Saprolegnia) и ахлия (Achlya), развивающиеся сапрофитно на трупах насекомых или паразитирующие на рыбьей икре и рыбах, вызывая нередко их эпизоотии и гибель.